# مطار فولينيو
مطار فولينيو (بالإنجليزية: Foligno Airport)‏ هو مطار في مدينة فولينيو الإيطالية في منطقة اومبريا. ويستخدم المطار في الطيران العام ولطائرات رجال الأعمال النفاثة، والشحن. وسوف يستخدم كقاعدة وطنية للطيران الدفاع المدني. تم بناء المدارس لتدريب الطياريين وتخريجهم.